# 15621 Erikhovland
15621 Erikhovland (2000 HO20) là một tiểu hành tinh vành đai chính được phát hiện ngày 29 tháng 4 năm 2000 bởi JPL/MSSS NEAT ở Haleakala.